# Mabel Rubli
Mabel Rubli (Buenos Aires, 10 de marzo de 1933) fue una artista plástica argentina especializada en grabado moderno que fue clave en el auge que tuvo la disciplina desde la década de 1960.

## Biografía
Mabel Rubli nació en la ciudad de Buenos Aires el 10 de marzo de 1933. Estudió en las Escuelas Nacionales de Bellas Artes “Manuel Belgrano” y “Prilidiano Pueyrredón”, y el profesorado de Dibujo y Grabado en la Escuela Nacional de Bellas Artes “Ernesto de la Cárcova”. Luego obtuvo una beca del gobierno de Francia para perfeccionarse en el Taller Libre de Grabado de Johnny Friedländer en 1959, y en el  Atelier 17 de Stanley Hayter en 1964. Durante un tiempo vivió en Francia y en Suiza, donde aprovechó para perfeccionarse en las técnicas del grabado.
Al volver a la Argentina introdujo en el país la técnica del collagraph o colografía, brindando varios cursos y talleres. En su obra buscó redefinir los cánones del grabado tradicional por medio de imágenes poéticas; explorando las relaciones entre imagen, poética, técnica y dispositivo. Trabajó con técnicas mixtas, como el grabado y/o intervención digital sobre papel hecho a mano. En el año 1965 integró la agrupación Club de la Estampa de Buenos Aires, impulsada por Albino Fernández, que fomentaba las exposiciones y las obras de artistas. En la década de 1980 formó parte del Grupo Gráfica Experimental junto a Rodolfo Agüero, Susana Rodríguez, Juan Carlos Romero e Hilda Paz.
Desde 1956 ha participado de gran cantidad de exposiciones individualmente, tanto en el país como en el exterior, por ejemplo en Alemania, Francia, España, Perú, Venezuela, Estados Unidos, México, Japón y Brasil. También fue galardonada con varios premios: como por ejemplo en el año 1964 obtuvo el Premio Georges Bracque en Francia; en 1988 ganó el Primer Premio en el Salón Municipal “Manuel Belgrano”; dos años más tarde obtuvo el  Premio de Honor de Grabado en el XXV Salón Nacional de Bellas Artes. A su vez, en el año 1992 obtuvo el Premio Konex en Grabado, premio que volvió a ganar en el 2002, esta vez en Gráfica.

## Homenajes
En 2024 se realizó la primera exposición individual dedicada íntegramente a Mabel Rubli en el Museo Nacional de Bellas Artes.